# Lycophidion albomaculatum
Espèce
Synonymes
- Lycophidion horstockii var. albomaculatum
Steindachner, 1870
- Lycophidium semicinctum Boulenger, 1893
- Lycophidion semicinctum albomaculatum
Steindachner, 1870

Statut de conservation UICN

 LC  : Préoccupation mineure
Lycophidion albomaculatum est une espèce de serpents de la famille des Lamprophiidae.

## Répartition
Cette espèce se rencontre dans le sud-ouest du Mali, en Guinée, au Sénégal, en Guinée-Bissau. Sa présence est incertaine en Gambie.

## Publication originale
- Steindachner, 1870 : Herpetologische Notizen (II). Reptilien gesammelt Während einer Reise in Sengambien. Sitzungsberichten der Kaiserlichen Akademie der Wissenschaften in Wien, vol. 62, p. 326-348 (texte intégral).